# قياسة (حشرة)
القيَّاسة (الاسم العلمي:Plusia) هي جنس من الليليات تتبع القبيلة القياساوية من أسرة القياساوات.

## أنواع حشرة القياسة
- قياسة ملتحمة
- قياسة محبوكة
- قياسة الفستوكة
- قياسة كبيرة
- قياسة كبيرة البقع
- قياسة منشورية
- قياسة نيكولاوية
- قياسة بوتنامية
- قياسة بهيجة